# 공주 동학사 삼성각
공주 동학사 삼성각(公州 東鶴寺 三聖閣)은 충청남도 공주시 반포면, 동학사에 있는 조선시대의 건축물이다. 1984년 5월 17일 충청남도의 문화재자료 제57호로 지정되었다.

## 개요
동학사는 통일신라 성덕왕 23년(724) 상원사라 하여 처음 지은 절이다.
삼성각은 삼성(칠성·산신·독성)의 탱화를 모신 곳이다.
칠성은 북두칠성으로 인간의 복과 수명을 맡고 있으며 산신은 우리민족 고유의 토속신으로 호랑이와 더불어 나타나며 재물을 담당한다. 독성은 홀로 깨닫고 성인이 되어 말세 중생에게 복을 내리는 존재이다. 이것은 불교가 토착화하는 과정에서 도교, 토속, 불교 등 여러 신앙요소가 합쳐진 형태이다. 불교 밖의 신앙대상을 모셨으므로 건물 이름을 전이라 하지 않고 각이라 하였다.

## 같이 보기
- 동학사

## 참고 자료
- 공주 동학사 삼성각 - 국가유산청 국가유산포털